# Kup Krešimira Ćosića 2004./05.
Kup Krešimira Ćosića 2004./05. je bilo četrnaesto izdanje ovog natjecanja kojeg je četvrti put osvojio Zadar.

## Rezultati

### 1. krug
Igrano 17. i 18. prosinca 2004.
| klub1                 | rezultat | klub2                       |
| --------------------- | -------- | --------------------------- |
| Virovitica            | 58:85    | Hermes Analitica Zagreb     |
| Dubrava Zagreb        | 100:93   | Zagoeje Tehnobeton Varaždin |
| Borik Puntamika Zadar | 85:85    | Hiron Zagreb                |
| Zrinjevac Zagreb      | 68:78    | Alkar Sinj                  |

### 2. krug
Igrano 22. prosinca 2004. i 8. siječnja 2005.
| klub1                    | rezultat | klub2                     |
| ------------------------ | -------- | ------------------------- |
| Dubrava Zagreb           | 83:89    | Dubrovnik                 |
| Borik Puntamika Zadar    | 85:64    | Slavonski Brod            |
| Hermes Analitica Zagreb  | 82:81    | Triglav osiguranje Rijeka |
| Split Croatia osiguranje | 83:70    | Alkar Sinj                |

### Četvrtzavršnica
Igrano 15. i 16. veljače 2005.
| klub1                    | rezultat | klub2                   |
| ------------------------ | -------- | ----------------------- |
| Borik Puntamika Zadar    | 94:93    | Zagreb                  |
| Split Croatia osiguranje | 94:81    | Šibenik                 |
| Zadar                    | 103:70   | Hermes Analitica Zagreb |
| Cibona VIP Zagreb        | 92:85    | Dubrovnik               |

### Final Four
Igran 19. i 20. veljače 2005. u Zadru.
| klub1                 | rezultat      | klub2                    |
| poluzavršnica         | poluzavršnica | poluzavršnica            |
| --------------------- | ------------- | ------------------------ |
| Borik Puntamika Zadar | 70:76         | Cibona VIP Zagreb        |
| Zadar                 | 78:65         | Split Croatia osiguranje |
|                       |               |                          |
| završnica             |               |                          |
| Zadar                 | 94:89         | Cibona VIP Zagreb        |